# Ulodesmus cultrifer
Ulodesmus cultrifer är en mångfotingart som beskrevs av Lawrence 1963. Ulodesmus cultrifer ingår i släktet Ulodesmus och familjen Gomphodesmidae. Inga underarter finns listade i Catalogue of Life.